# Salimata Lam
Salimata Lam és una defensora dels drets humans mauritana. És una activista anti-esclavitud, i coordinadora nacional de l'organització no governamental de drets humans S.O.S. Esclaves.

## Biografia
Lam és la coordinadora de S.O.S. Esclaves, una organització no governamental fundada el 1995 per l'advocat maurità Boubacar Ould Messaoud, per abordar el tema de l'esclavitud moderna. L'organització també lluita contra els matrimonis forçats.
L'agost de 2015, els programes d'organitzacions anti esclavitud, incloses S O S Esclaves, han donat lloc a la institució de lleis a Mauritània que estipulen l'augment de la pena de presó per als delinqüents de deu a vint anys, així com criminalitzar l'acte de matrimonis amb força. En una entrevista de 2015 amb Al Jazeera, però, Lam va indicar que malgrat la presència de les lleis modificades a la Constitució per combatre l'esclavitud i forçar els matrimonis a Mauritània, "només un propietari d'esclaus ha estat perseguit definitivament per posseir esclaus".
El 2017, Lam va ser nominada al premi New Woman African in Civil Society Award, però va perdre davant de Theresa Kachindamoto, de Malawi.